# ویلارباسه
ویلارباسه (به ایتالیایی: Villarbasse) یک کومونه در ایتالیا است که در استان تورین واقع شده‌است. ویلارباسه ۱۰٫۴ کیلومتر مربع مساحت و ۳٬۳۳۴ نفر جمعیت دارد و ۳۸۱ متر بالاتر از سطح دریا واقع شده‌است.

## خواهرخوانده
شهر Chignin خواهرخواندهٔ ویلارباسه هست.